# Georgi Mladenow (Eishockeyspieler)
Georgi Mladenow (bulgarisch Георги Младенов; * 23. Dezember 1976) ist ein ehemaliger bulgarischer Eishockeyspieler, der mit verschiedenen Vereinen insgesamt fünfmal bulgarischer Meister wurde.

## Karriere
Über die Anfänge von Mladenows Vereinskarriere ist wenig bekannt. Seit Mitte der 2000er Jahre spielte er für verschiedene Vereine aus Sofia in der bulgarischen Eishockeyliga. Nachdem er mit dem HK Lewski Sofia 2007 bulgarischer Meister geworden war, wechselte er zu Akademik Sofia, wo er bis 2009 blieb. Anschließend zog es ihn zum HK Slawia Sofia, wo er 2010, 2011 und 2012 drei Meistertitel in Folge errang und zudem 2010 und 2011 auch den nationalen Pokalwettbewerb gewinnen konnte. Nach diesen Erfolgen ging zum HK ZSKA Sofia. Nachdem er 2013 mit ZSKA dessen ersten Meistertitel 1986 und den ersten Pokalsieg seit 1987 gewinnen konnte, beendete er seine Karriere.

### International
Im Juniorenbereich spielte Mladenow bei den U18-C-Europameisterschaften 1992 und 1994 sowie der U20-C-Weltmeisterschaft 1994.
Mit der bulgarischen Herren-Nationalmannschaft spielte Mladenow 2007, 2008, 2009, 2010, 2011 und 2012 in der Division II. Zudem vertrat er seine Farben bei der Olympiaqualifikation für die Winterspiele in Vancouver 2010.

## Erfolge und Auszeichnungen
- 2007 Bulgarischer Meister mit dem HK Lewski Sofia
- 2010 Bulgarischer Meister und Pokalsieger mit dem HK Slawia Sofia
- 2011 Bulgarischer Meister und Pokalsieger mit dem HK Slawia Sofia
- 2012 Bulgarischer Meister mit dem HK Slawia Sofia
- 2013 Bulgarischer Meister und Pokalsieger mit dem HK ZSKA Sofia